# Mont Nipesotsu
Le mont Nipesotsu (ニペソツ山, Nipesotsu-yama) est un stratovolcan culminant à 2 013 m dans le groupe volcanique Nipesotsu-Maruyama des monts Ishikari sur l'île de Hokkaidō au Japon.